# Blood Trap
Blood Trap (originaltitel: Saving Emily) är en thriller från 2004. Filmen är regisserad av Douglas Jackson med Alexandra Paul och Michael Riley i rollerna.

## Handling
Cheryl och Gregs dotter lider av leukemi. Det enda som kan hjälpa henne är en benmärgsdonation av hennes pappa; men pappan är på rymmen från maffian.

## Rollista
| Alexandra Paul   | – Cheryl  |
| Michael Riley    | – Kurt    |
| Bruce Boxleitner | – Gregory |
| Annie Bovaird    | – Emily   |
| Chuck Shamata    | – Russo   |
| Sophie Gendron   | – Taylor  |